# 宽叶楼梯草
宽叶楼梯草（学名：Elatostema platyphyllum）是荨麻科楼梯草属的植物。分布在锡金、尼泊尔、印度以及中国大陆的云南、四川、西藏等地，生长于海拔800米至1,750米的地区，多生在山谷林中和溪边阴处，目前尚未由人工引种栽培。